# ناروس (إسبانيا)
نارّوس هي بلدية تقع في مقاطعة سوريا، منطقة قشتالة وليون، إسبانيا. ووفق الإحصاء السكاني للمعهد الوطني للإحصائيات بإسبانيا سنة 2004، بلغ عدد السكان 50 نسمة.